# Carne di cavallo

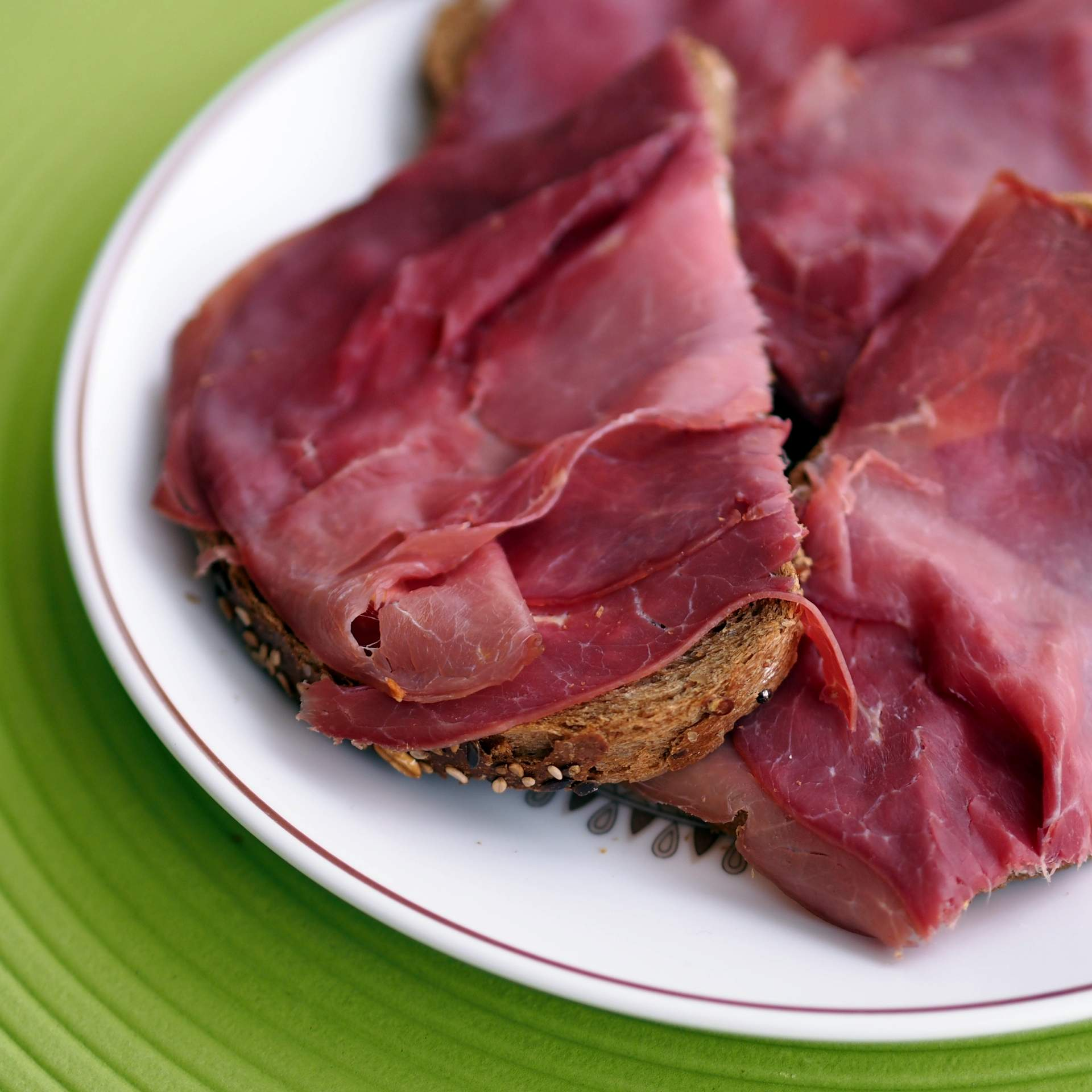
Carne di cavallo affumicata

La carne di cavallo o carne equina è la carne ottenuta dalla macellazione del cavallo.

## Consumo e tabù storici
Il consumo alimentare di carne di cavallo è stato in passato protagonista di diversi tabù alimentari: papa Gregorio III (731-741) vietò ai cristiani il consumo di carne di cavallo, definito in una lettera scritta a Wynfrith-Bonifacio nel 732, in risposta a vari quesiti del missionario sull'evangelizzazione dei popoli del nord-Europa, un cibo immundum et execrabile: chi l'avesse mangiata avrebbe dovuto fare penitenza, dato che il consumo di carne equina aveva connotazioni legate con il paganesimo. Anche papa Zaccaria (741-752), suo successore, ne proibì il consumo (assieme a quella del castoro). Esso è tuttora vietato dalla religione ebraica e dalle autorità civili in diversi paesi.

## Caratteristiche
Ai fini alimentari la carne di cavallo utilizzata e venduta nelle apposite macellerie è carne di animale giovane, cioè di puledro, mentre la carne di animale più anziano è utilizzata soprattutto nell'industria degli insaccati.
Il sapore è a metà tra quella di bovino e quella della selvaggina. Povera di grassi e ricca di ferro, viene prescritta a soggetti anemici. I pochi grassi sono per il 70% insaturi, quindi apportano pochissimo colesterolo come la carne di pollo, ma, al contrario delle carni bianche, ha molto ferro. La carne si può considerare migliore di quella del bovino come apporto nutritivo. Ecco il contenuto medio di nutrienti per 100 g di carne equina:
| Nutriente   | Grammi | Milligrammi |
| ----------- | ------ | ----------- |
| Acqua       | 76     |             |
| Proteine    | 20     |             |
| Lipidi      | 2,8    |             |
| Glicidi     | 0,5    |             |
| Calcio      |        | 12          |
| Fosforo     |        | 200         |
| Ferro       |        | 7           |
| Sodio       |        | 50          |
| Potassio    |        | 300         |
| Vitamina B1 |        | 0,20        |
| Vitamina B2 |        | 0,16        |
| Vitamina PP |        | 4           |

Inoltre il contenuto in calorie di 100 g di parte edibile della carne di cavallo è di 110 kcal.
La carne equina è di rapido deterioramento specie in paesi caldi (da qui forse l'origine del veto ebraico). Essa non trasmette né la tenia né la tubercolosi (della quale possono essere infetti i bovini ma non gli equini); tuttavia, può risultare infetta da trichinella.

## Produzione e consumo
Viene apprezzata in Francia e Giappone. In Italia, è abitualmente consumata in Sicilia, soprattutto nella zona di Catania sotto forma di bistecche e polpette alla brace e in Puglia dove viene consumata cruda, in salsiccia, in bistecche, polpette fritte o a pezzetti in umido. Consumi ridotti si riscontrano in altre regioni come nel Veneto, dove entra come ingrediente base della tipica pastissada, in Lombardia, soprattutto in provincia di Mantova, in Sardegna, in Basilicata e in Emilia-Romagna dove nel parmense viene consumato anche crudo, sotto forma di macinato caval pist.
Nel 2009, la Camera dell'Agricoltura britannica ha pubblicato le cifre della produzione di carne equina in numerosi paesi:
| Paese                           | Tonnellate annue |
| ------------------------------- | ---------------- |
| Messico                         | 78 000           |
| Argentina                       | 57 000           |
| Kazakhstan                      | 55 000           |
| Mongolia                        | 38 000           |
| Kirghizistan                    | 25 000           |
| Australia                       | 24 000           |
| Brasile                         | 21 000           |
| Canada                          | 18 000           |
| Polonia                         | 18 000           |
| Italia                          | 16 000 (1)       |
| Romania                         | 14 000           |
| Cile                            | 10 000           |
| Senegal                         | 9 500            |
| Uruguay                         | 8 000            |
| Francia                         | 7 500            |
| Colombia                        | 6 000            |
| Spagna                          | 5 000 (1)        |
| (1) compresa la carne di asino. |                  |

Durante controlli a campione nel 2013 alcune partite di carne di cavallo destinate all'alimentazione umana sono state rinvenute positive al Fenilbutazone, un antidolorifico utilizzato abitualmente nei cavalli e pericoloso per la salute umana. Attualmente i residui di questo farmaco non rientrano tra le sostanze ricercate dai piani di controllo sanitario per la sicurezza alimentare. L'Italia è il Paese europeo con il maggior numero di macellazioni annuali di equidi. In ragione di questo la FVO (Food and Veterinary Office) della UE ha condotto nel 2013 una meticolosa ispezione delle strutture di macellazione in Italia. I risultati sono stati una generale non conformità alle norme igieniche, non soddisfacente informazione sulla catena alimentare, banche dati non affidabili e criticità nei laboratori che eseguono le analisi sulle trichinelle, con conseguenti rischi per la salute dei consumatori.

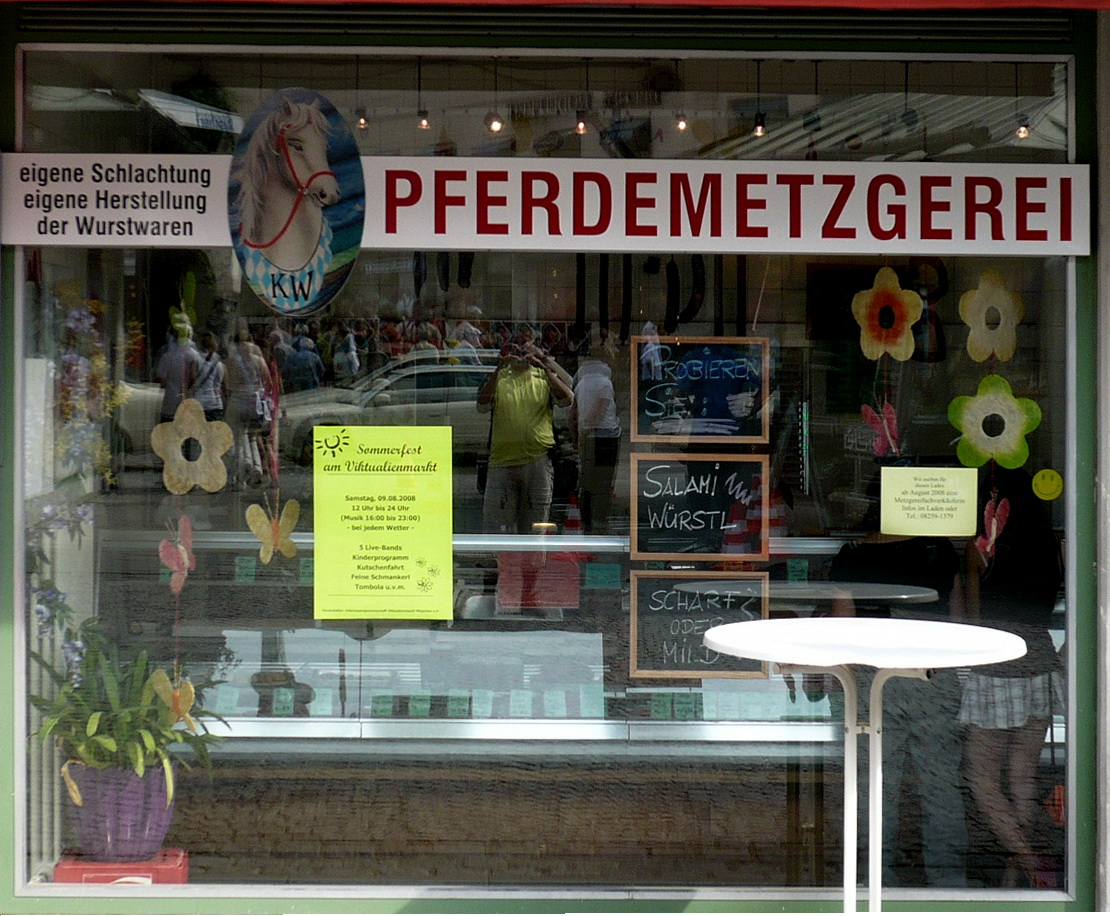
Macelleria equina nel Viktualienmarkt a Monaco di Baviera (Germania)
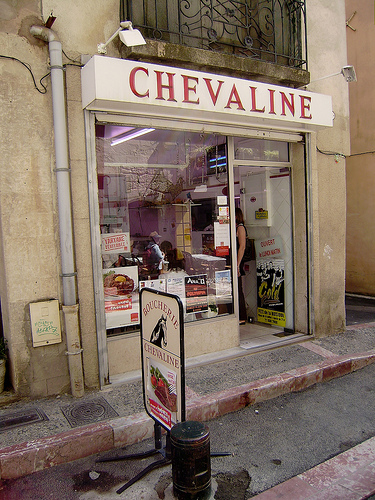
Macelleria equina a Pézenas, nell'Hérault (Francia)
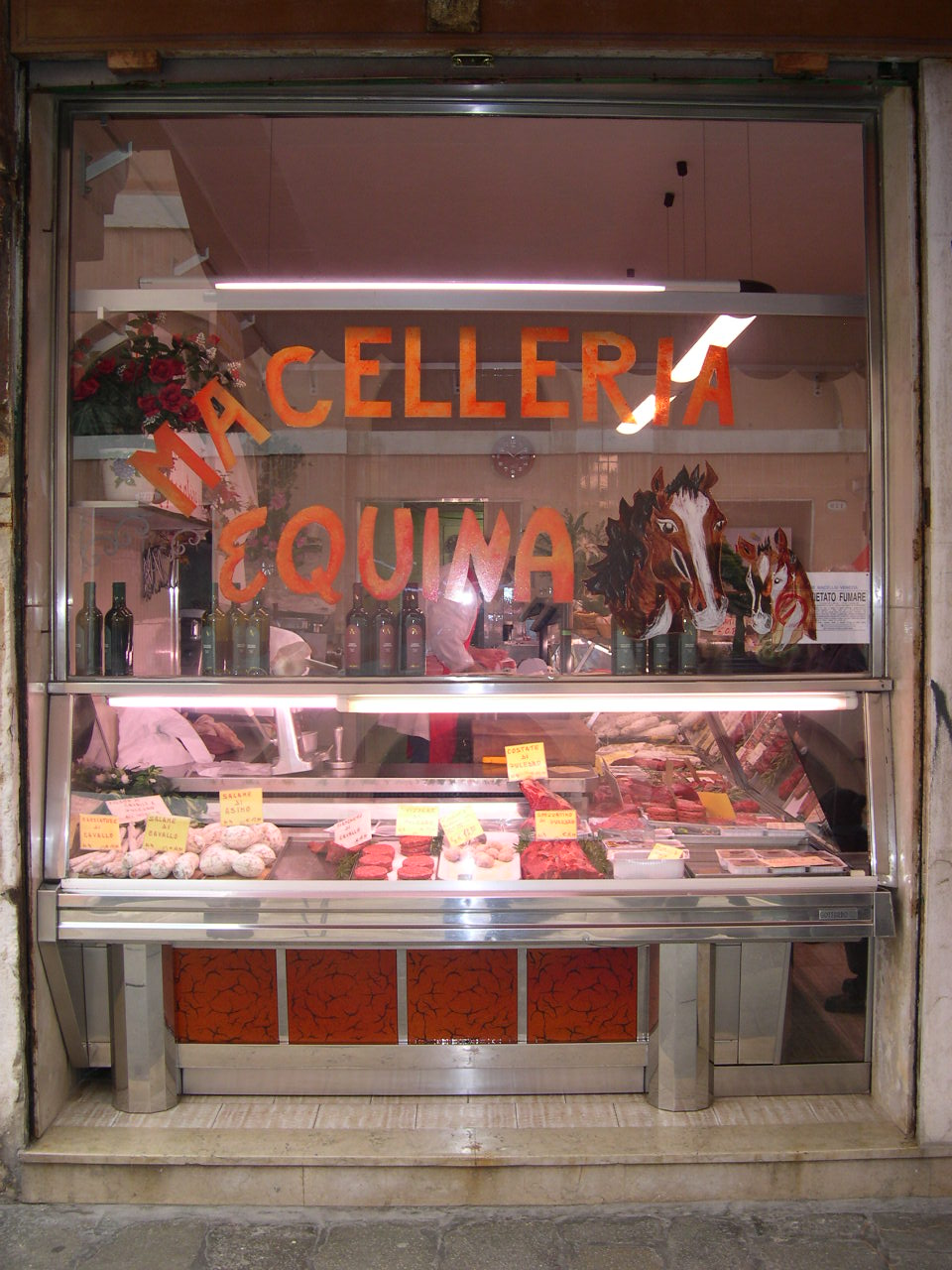
Macelleria equina a Venezia (Italia)

## Atteggiamenti nei confronti della carne equina
La carne di cavallo è normalmente usata in molti paesi europei e asiatici. Non è generalmente disponibile come cibo in alcuni paesi anglosassoni come il Regno Unito, il Sudafrica, Australia, Nuova Zelanda, Irlanda, Stati Uniti, e Canada anglofono. È anche tabù in Brasile, Israele e tra i Rom e gli Ebrei in tutto il mondo.
La carne di cavallo non è in genere mangiata in Spagna, salvo che al nord, ma il paese esporta equini vivi o carne equina per il mercato francese e italiano. Essa è consumata come alimento in alcuni paesi del Nordamerica e nell'America Latina, ma il suo consumo alimentare è vietato in altri. Ad esempio il Codice Standard del Cibo in Australia e Nuova Zelanda la definizione di "carne" non comprende quella equina. A Tonga è un alimento nazionale e gli emigrati che vivono negli Stati Uniti, in Nuova Zelanda e in Australia hanno mantenuto il gusto per la carne equina, sostenendo di esserne stati introdotti originariamente al consumo dai missionari.
Per la dieta islamica il consumo di carne di cavallo non è haram (proibito), ma solo makruh, cioè "da evitare", ma il suo consumo non costituisce "peccato" com'è invece per la carne suina.
Il consumo di carne equina è stato ed è usuale nelle società dell'Asia centrale, a causa dell'abbondanza di territori della steppa, idonei all'allevamento di cavalli. Nel Nordafrica, il consumo di carne equina è occasionale, ma quasi esclusivamente da parte di cristiani copti e di sunniti hanafiti, ma non è mai stato cibo per le popolazioni del Maghreb.
La carne equina è vietata dalle leggi dietetiche ebraiche poiché i cavalli non hanno l'"unghia fessa" e non sono ruminanti.

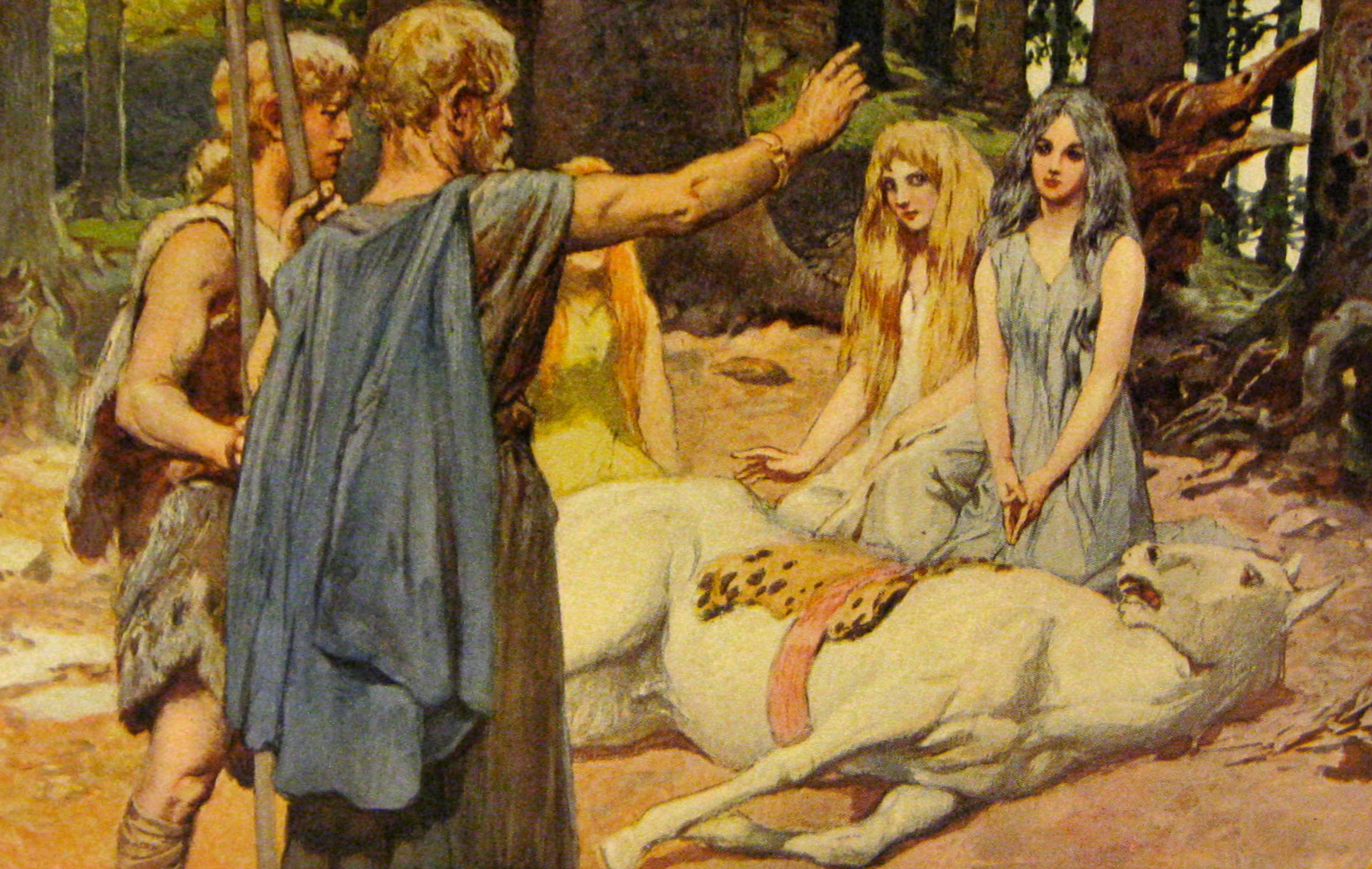
Emil Doepler, Secondo incantesimo di Merseburg, 1905; con questo incantesimo gli dei guariscono un cavallo

Nell'VIII secolo papa Gregorio III e papa Zaccaria istruirono san Bonifacio, missionario presso i Germani, a vietare ai convertiti il consumo di carne equina, a causa dell'associazione di quest'ultima alle cerimonie pagane germaniche. Si dice che la popolazione islandese esprimesse riluttanza ad accettare il cristianesimo per qualche tempo, anche a causa del dover rinunciare a cibarsi di carne equina.
Attualmente comunque la carne equina viene regolarmente consumata in Islanda e molti cavalli sono allevati a questo scopo. Il popolo svedese ha ancora un atteggiamento ambivalente verso la carne equina, apparentemente a causa di questa tradizione.
Henry Mayhew descrive la differenza nell'accettabilità dell'uso di carcasse equine tra Londra e Parigi in London Labour and the London Poor (1851). La carne equina era rifiutata dai britannici, ma continuò a essere consumata in paesi europei quali Francia e Germania, dove i knacker vendevano spesso carcasse equine nonostante il bando pontificio. Anche la caccia a cavalli selvaggi per uso alimentare continuò nella zona della Vestfalia. I londinesi sospettavano anche che la carne equina finisse nelle salsicce e che le relative frattaglie fossero vendute spacciandole per bovine.
In Italia, fino ad alcuni anni fa, era vietato vendere nello stesso esercizio pubblico carne equina e carne bovina (lo poteva essere insieme a carni avicole o suine, dalle quali si distingue facilmente a vista), proprio a causa della possibilità di spacciare carne equina per bovina (più cara).
In Russia, mentre la carne equina non viene considerata un tabù in quanto tale, è tuttavia poco apprezzata poiché ritenuta di gusto scadente e di bassa qualità ed è difficile trovarla nei supermercati.
Essa è popolare tra popoli storicamente nomadi quali Tatari, Yakuti, Chirghisi e Kazaki.

## Uso culinario

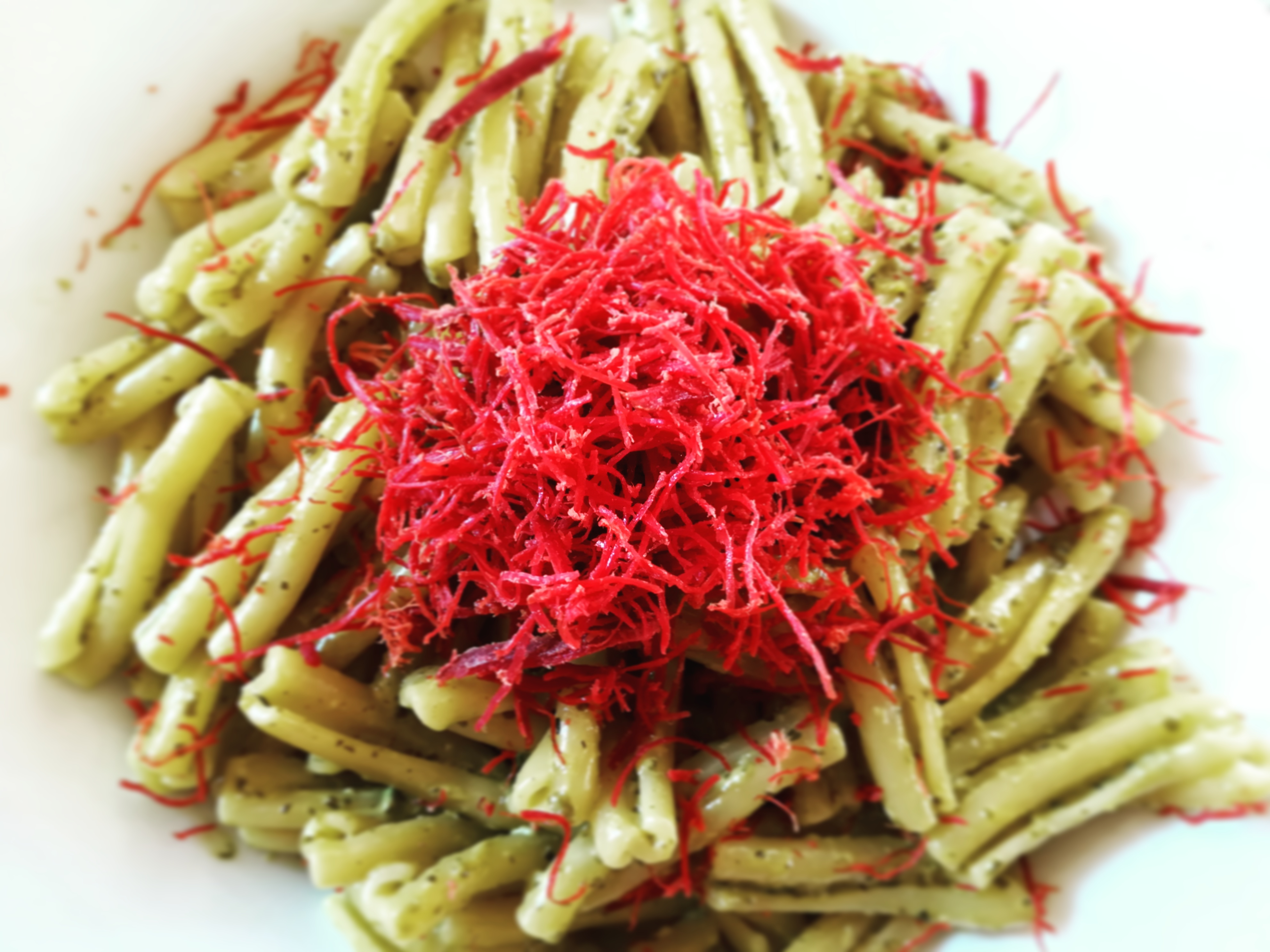
Sfilacci di cavallo

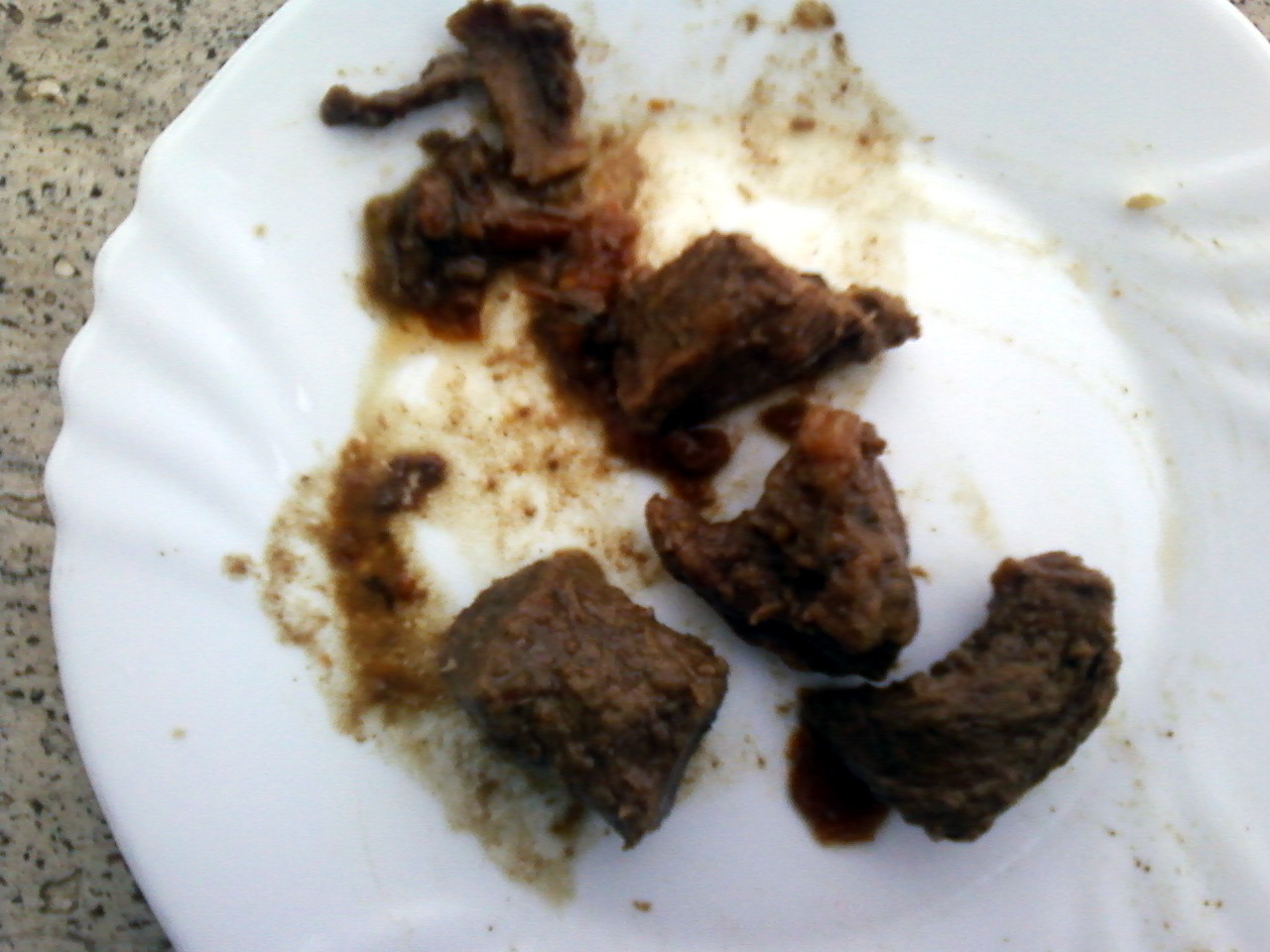
Pezzetti di carne di cavallo

La carne di cavallo si adatta alla preparazione di piatti in umido, stracotti e insaccati.
Tra gli esempi più noti di piatti:
- Sfilacci di cavallo: tipici delle regioni settentrionali, si sono imposti per il basso costo e la salubrità, anche nel Mezzogiorno: da consumare con olio extravergine di oliva e limone.
- Bistecca di puledro: simile per qualità organolettica allo scamone bovino.
- Straéca: simile alla bistecca di puledro, ma più sapida quale grigliata di cavallo.
- Spezzatino di cavallo: tipico dei Colli Euganei, accompagnato dalla polenta.
- Prosciutto di cavallo: servito con limone in Sicilia, con panna acida in Trentino-Alto Adige o Romagna.
- Salame di cavallo: varietà di salame, solitamente stagionato, di sola carne equina o mista con suina e bovina.
- Bigoli al sugo di cavallo: una pasta simile ai vermicelli, condita con abbondante salsa di carni equine alla bolognese.
- Risotto al sugo di cavallo: riso vialone nano (tipo semilavorato), condito con 60% macinato di puledro, 40% macinato di maiale. Risotto alla Saonarese
- Pezzetti di cavallo: spezzatino stracotto di cavallo, insaporito con sugo, ortaggi vari e peperoncino, piatto molto diffuso nel Salento.
- Brasciole di cavallo: involtini di carne di cavallo tradizionalmente preparati in Puglia (Provincia di Taranto e Bari).
- Insalata di carne cruda: piatto tipico piemontese costituito da tagli pregiati di carne bovina (filetto o coscia) cruda macinata, condita con olio d'oliva, sale, pepe, limone e, se non disdegnato, aglio in tocchetti; preparata anche con carne equina, più facilmente digeribile data la minor percentuale di grassi rispetto alla carne bovina e, fino ad alcuni anni fa, considerata più sicura di quella bovina in quanto il cavallo non è portatore di tenia.
- Polpette nella zona di Catania
- Pesto di cavallo, a Parma. Carne macinata cruda o leggermente scottata sulla piastra. Diffuso a Piacenza il consumo di carne cruda macinata (mai scottata) e non chiamata "pesto" come nella vicina città ducale.
- Salsiccia equina in Puglia

Nel Mezzogiorno, vi sono molteplici ricette e preparazioni d'insaccati di carni equine.
Come annota lo scrittore inglese Matthew Fort nel suo Mangiare in Italia. Viaggi su una Vespa, scrive:
(Matthew Fort, Eating Up Italy: Voyages on a Vespa,  2005, pp. 253-254. ISBN 0-00-721481-2)